# Titus (opera)

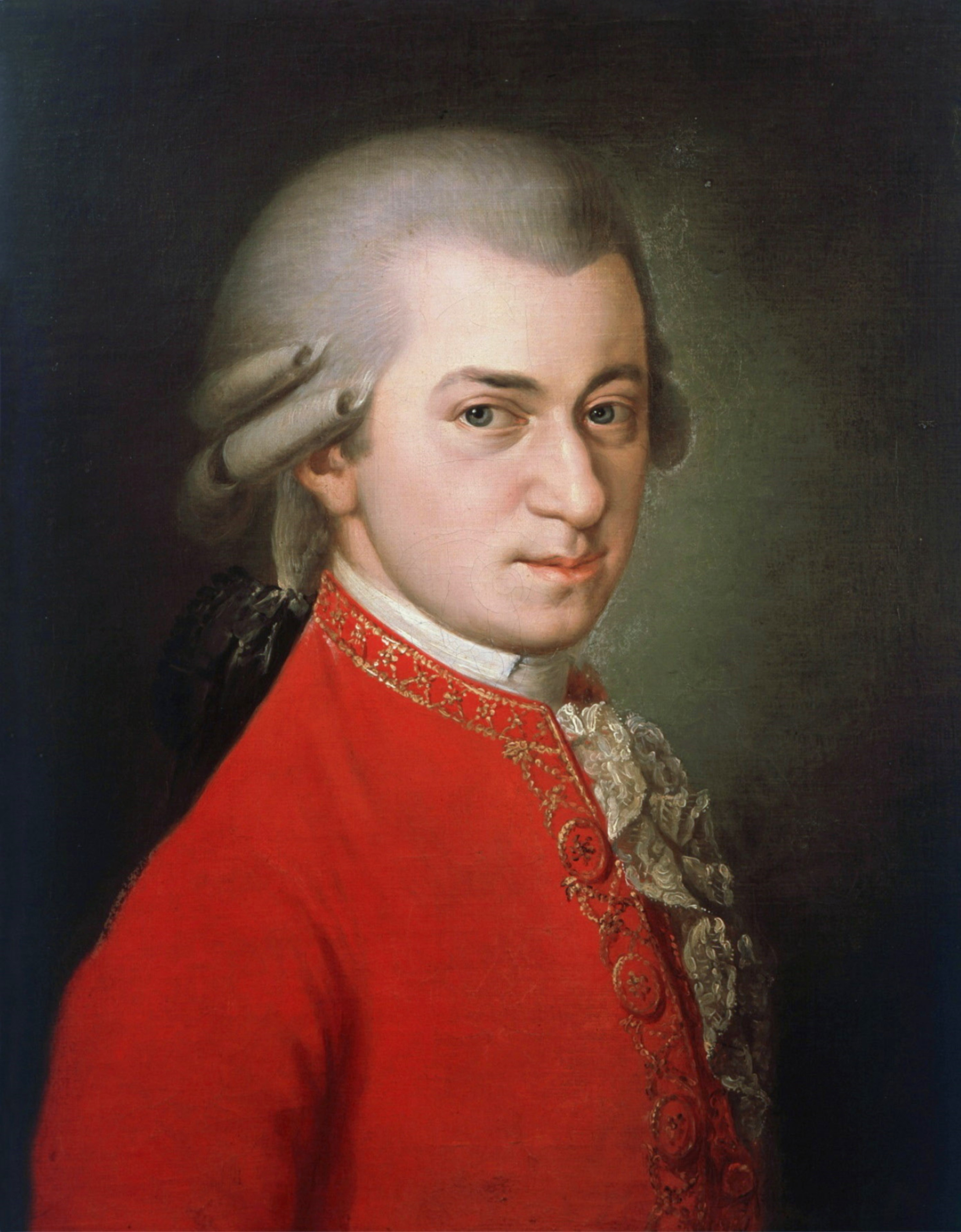
Wolfgang Amadeus Mozart

Titus mildhet (italienska: La clemenza di Tito), K. 621. är en opera i två akter med musik av Wolfgang Amadeus Mozart. Libretto av Caterino Mazzolà efter en pjäs av Pietro Metastasio.

## Bakgrund
Titus är en av de sista utlöparna av barockens opera seria-tradition. Genren representerade under barocken den sista europeiska stilriktningen i universell anda före nationalstaternas epok. I slutet av 1700-talet hamnade opera seria i klassicismens blickfång. Det var inte en tillfällighet att Titus jämsides med Trollflöjten kom att bli Mozarts mest spelade och uppskattade sceniska verk under 1800-talets båda första decennier. Barockhovens festivitas och Napoleonepokens upphöjda klassicism var inte varandra främmande. 

## Historia

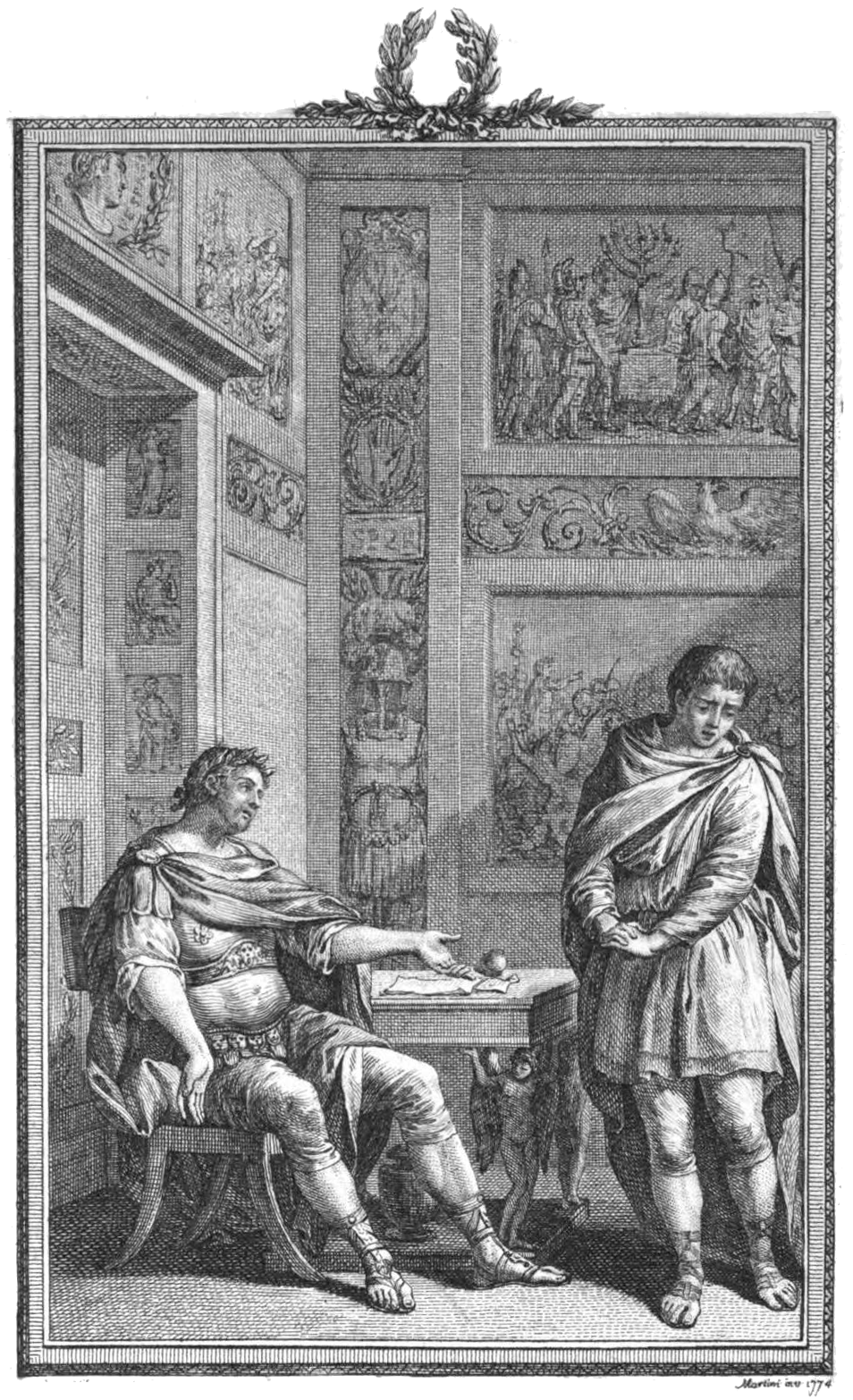
Scenbild från Metastasios pjäs La clemenza di Tito från 1780.

Operan skrevs för kröningsfestligheterna i Prag 1791 efter att Wiens hovkompositör Antonio Salieri tackat nej till uppdraget. När Mozart fick uppdraget arbetade han redan på både Trollflöjten och sitt Requiem. Chansen att skriva en kröningsopera för den nye kejsar Leopold II kunde han dock inte låta gå ur händerna. Ämnet var givet på förhand. De böhmiska ständerna hade bestämt sig för Metastasios stela gamla text om den milde, gode kejsaren, vilket skulle uppfattas som en antydan om vad böhmarna förväntade sig av sin nye monark. Mozart hade endast lite drygt två månader från det han fick beställningen i mitten av juli tills den uruppfördes på Nationalteatern i Prag kröningsdagen den 6 september 1791. Fastän det har sagts att han skrev hela operan på 18 dagar och började först då han satte sig i diligensen till Prag den 25 augusti, måste man anta att han var färdig med en del av musiken medan han diskuterade bearbetningen av librettot med Mazzolà, som vistades i Wien. Under alla förhållanden kände han den sångare som skulle sjunga titelpartiet då denne hade varit den förste don Ottavio i Don Juan 1787. Mozart behövde alltså inte först lära känna honom, vilket var kutym. Recitativen tycks han av tidsnöd ha överlåtit på sin elev Franz Süßmayr som var med på färden. Kröningsoperan fick inte samma entusiastiska mottagande som Figaros bröllop och Don Juan hade fått i Prag och kejsarinnan gick så långt som till att kalla den för "något tyskt skräp", men efter några föreställningar blev den mer uppskattad. Den har dock aldrig riktigt vunnit stabilt fotfäste på operascenerna, förmodligen därför att den var en anakronism redan på den tiden.
Den svenska premiären ägde rum på Stockholmsoperan den 23 juni 1823.

## Metastasios libretto
Pietro Metastasio upphöjde librettokonsten till det franskklassicistiska dramats nivå och lät den också präglas av dettas rationalism. Det faktum att Titus skrevs efter fransk förebild (efter skådespelen Berenice av Racine och Cinna av Pierre Corneille) är lika typiska för opera seria som att librettots första tonsättning, Tito e Berenice, av Antonio Caldara skedde med anledning av en kröning (1714 av Karl VI). Efter det tonsattes librettot av inte mindre än 70 olika tonsättare, däribland Johann Adolph Hasse, Georg Christoph Wagenseil, Gluck, Niccolò Jommelli och Tommaso Traetta. Raden av tonsättningar fortsätter ända fram till 1816, alltså in i en epok som redan behärskades av den stora operan (grand opéra). Titus är ett idealiskt libretto för en kröning, eftersom den handlar om en romersk kejsare som redan under sin livstid glorifierades som "mänsklighetens välgörare". Parabelns tema är dock inte härskaren själv, utan dygden av att visa nåd, vilket redan framgår av titeln.
Metastasios höviska barockvärld framstår idag som ljusår från Mozart. Men Mozart hade under hela sitt liv en förkärlek för dennes libretton. Från Metastasio stammar texterna till sådana hovstycken som Il sogno di Scipione (serenata drammatica azione teatrale, 1772, Scipios dröm), Il re pastore (serenata, 1775, Herdekungen) samt Betulia liberata (azione sacra, 1771). Librettistkungens texter gick dessutom inte att undvika om Mozart ville behaga sina sångare med konsertarior. Under sina Italienresor, i Mannheim och i Wien tonsatte han sammanlagt 20 av Metastasios ariatexter.

### Titus och Leopold

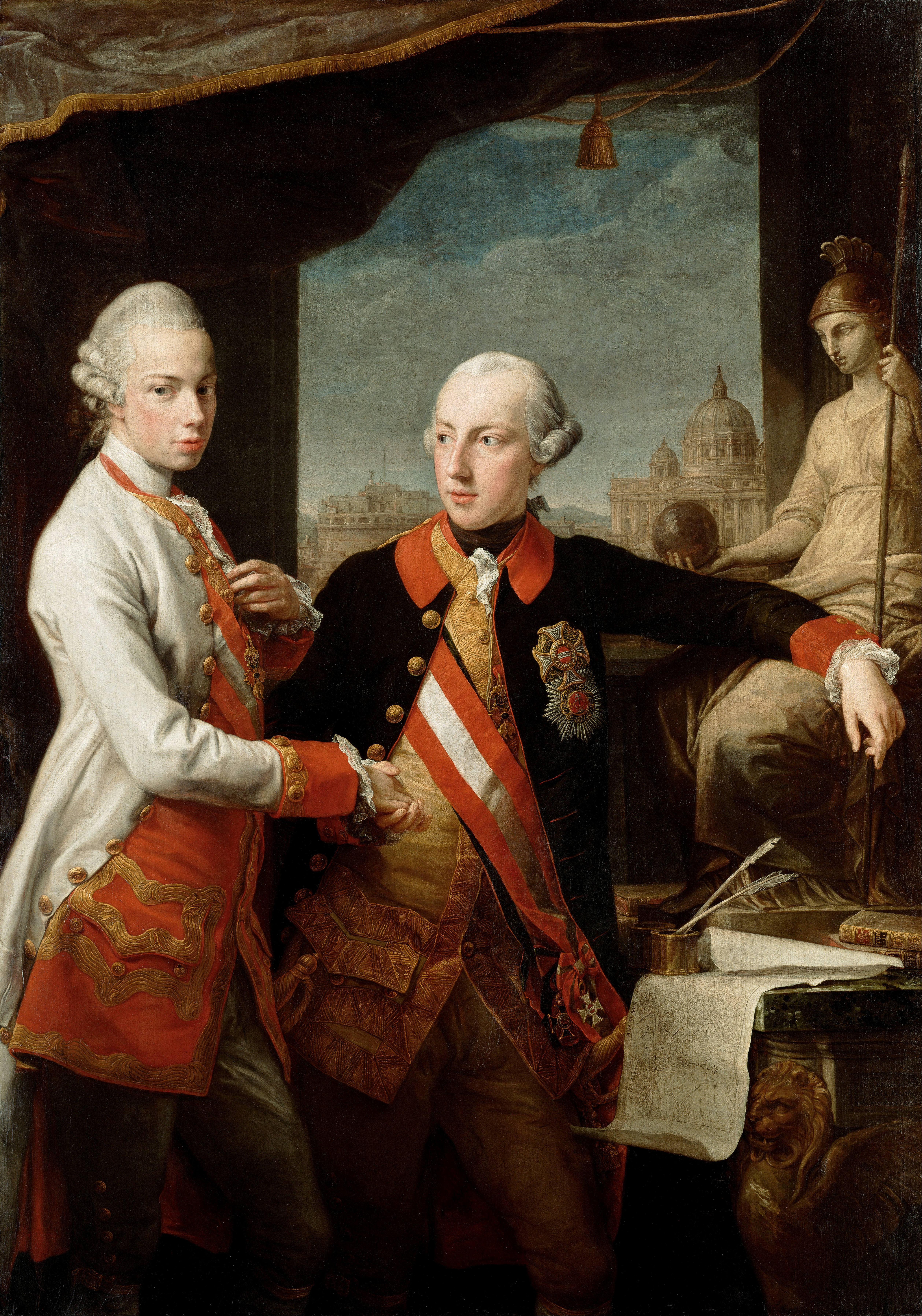
Kejsar Josef II och till vänster hans yngre bror storhertig Leopold, sedermera kejsar Leopold II.

Textvalet kan kallas lyckligt eftersom den gode romerske kejsaren Titus (79-81 e.Kr) var väl lämpad att representera den samtida österrikiske kejsaren. I bearbetningen lades betoningen inte bara på dygden av storsinthet, utan i ännu högre grad på den av att vilja ge avkall. Titus avsäger sig sina nedärvda rättigheter, i valet av brud följer han inte sitt hjärtas bud om det går emot statsintressen, och han återkallar dödsdomen. Eftersom han accepterar hjärtats prioritet hos andra, tar han inte heller på sig den traditionelle härskarens gudomliga attribut. Det är ett avgörande steg i riktning mot den moderne regenten som en "statens förste tjänare". Den här härskartypen företräddes av Josef II och dennes bror och efterträdare Leopold II. Librettot till Titus bearbetades med tanke på Leopold II. Innan denne kröntes till kejsare regerade han storhertigdömet Toscana enligt upplysningstidens ideal. Av sina samtida beskrevs han som "vårt sekels Salomo" och som "en härskande filosof". När galgar och tortyrinstrument offentligt brändes till följd av hans strafflagstiftning, ville de florentinska adelsmännen ge uttryck för sin högaktning med en ryttarstaty. Leopold tackade nej till förmån för det allmännas väl. För pengarna byggdes istället vattenledningar. Det här berömda exemplet kan jämföras med situationen i Titus, där kejsaren skänker de gåvor han erhållit av Pompejis invånare, som drabbats av ett vulkanutbrott. Det finns en märkvärdig parallell mellan de båda härskarna: Leopold satt i likhet med Titus endast två år på kejsartronen (1790-92).

## Personer
| Roller                                             | Röstfack    | Premiärföreställning, September 6, 1791 (Dirigent: Wolfgang Amadeus Mozart) |
| -------------------------------------------------- | ----------- | --------------------------------------------------------------------------- |
| Tito Vespasiano/Titus Vespasianus, romersk kejsare | Tenor       | Antonio Baglioni                                                            |
| Vitellia, kejsar Vitellius dotter                  | Sopran      | Maria Marchetti-Fantozzi                                                    |
| Servilia, Sestos syster                            | Sopran      | Antonina Miklaszewicz                                                       |
| Sesto/Sextus, Titos vän och Vitellias älskade      | Mezzosopran | Carolina Perini                                                             |
| Annio/Annius, Sestos vän och Servilias älskade     | Mezzosopran | Domenico Bedini                                                             |
| Publio/Publius, pretorianernas prefekt             | Bas         | Gaetano Campi                                                               |

## Handling
Operan utspelar sig i Rom år 79 e.Kr.
Akt I
Vitellia försöker nå en maktposition i Rom genom att dela kejsar Titos säng. Men denne vill gifta sig med dottern till kungen av Judéen. Vitellia planerar att hämnas på Tito genom att låta den unge Sesto, som är Titos vän och hennes lydige slav, mörda honom. Kejsaren ändrar sig och sänder bort den främmande bruden från Rom. Vitellia avstyr mordet, men Publio, pretorianernas prefekt är medveten om komplotten och känner till vilka som ligger bakom. Tito vill dock inte lyssna till honom, utan väljer istället en ny brud, Servilia, Sestos syster. Men när Servilia bekänner för Tito att hon älskar Annio och inte makten, prisar han henne för hennes uppriktighet och beviljar hennes äktenskap med Annio. Vitellia, som tror att Tito skall äkta Servilia, befaller på nytt Sesto att mörda kejsaren. Hon får därefter till sin stora bestörtning reda på att Tito nu äntligen har bestämt sig för att gifta sig med henne. Det är dock för sent för henne att avstyra mordet. Capitolium står i lågor. Sesto söker upp Vitellia och berättar att Tito är död, men hon lyckas hindra honom från att öppet bekänna mordet.
Akt II
Men Tito lever. Sesto har mördat någon som burit en snarlik toga. Vitellia fruktar att Sesto skall avslöja henne och uppmanar ynglingen att fly, men denne har redan blivit förrådd av en medsvuren och grips. Om Sesto håller tyst kommer Vitellia att bli kejsarinna. Hon väntar. Tito förhör pojken, som erkänner sitt dåd och döms till döden. Annio ber kejsaren benåda Sesto. Kejsaren vill veta orsaken till förräderiet, men Sesto tiger. Kejsaren skriver då under dödsdomen men river sedan sönder den. Vitellia tror att Sesto har talat och skall kastas för vilddjuren, medan Vitellia själv skall krönas till kejsarinna. Vitellia inser att hon kan rädda sig själv genom att hålla tyst, eller rädda Sesto genom att erkänna. Det blir för mycket för henne. Hon erkänner och blir liksom Sesto benådad av Tito.

## Berömda arior
- Akt 1. Parto, parto (Sextus), aria med obligat bassettklarinett
- Akt 2. Non più di fiori (Vitellia), aria med obligat bassetthorn